# Beskydské předhůří
Beskydské předhůří je geomorfologický celek. Patří do geomorfologické oblasti Nízké Beskydy.
Města a obce:
- Vranov nad Topľou
- Humenné
- Snina

Jde o pás nižších kopců a údolí, který odděluje Ondavskou vrchovinu, Laboreckou vrchovinu a Bukovské vrchy na severu od Slanských a Vihorlatských vrchů na jihu. Mezi Bukovskými a Vihorlatskými vrchy jde převážně o jižní břeh Cirochy a Ublianky. Východní hranici předhůří tvoří státní hranice s Ukrajinou.
Je součástí flyšového pásma, na délku měří téměř 100 km, zatímco na šířku průměrně 5 km a maximálně 15 km ve východní části. Nejužším místem je území u obce Hažín nad Cirochou, kde šířka dosahuje pouze cca 2 km.
Nejvyšším bodem území je vrch Hôrka (661 m) nad obcí Inovce ve východní části. Nejnižším bodem je místo, ve kterém Ondava oblast opouští.
Území není z hydrografického hlediska jednotné, patří k několika povodím: na východě je to Ublianka, střední část je součástí povodí Laborce s Cirochou a také Ondavy s Topľou. Nejzápadnější část patří do povodí Sekčova.
Beskydské předhůří se dělí na 5 geomorfologických podcelků:
- Ublianska pahorkatina
- Humenské podolí
- Mernícka pahorkatina

Mernícka pahorkatina patří podle relativně nedávného[kdy?] speleologického průzkumu realizovaného jeskyňáři Slovenské speleologické společnosti mezi nová krasová území na Slovensku. Výskyt krasových jeskyní v písčitých vápencích Porubského souvrství mladokřídového věku se potvrdil v masívu Lysé hory (318,7 m n. m.), kde byly lokalizovány, prozkoumány a zdokumentovány 3 jeskyně s korozním vývojem s max. délkou 15 m.
- Hanušovská pahorkatina
- Záhradnianska brázda